# 劉國慶 (清朝)
劉國慶（1769年—1833年），字沐园，江蘇泰州姜堰镇（今姜堰市姜堰镇）人，清朝軍事將領、武狀元。其兄劉榮慶亦為武狀元。
乾隆五十四年，武舉會試第一，授頭等侍衛。乾隆六十一年，任福建邵武城守营参将。嘉慶五年，升任浙江嘉兴乍浦营副将。嘉庆六年，平定海寇，嘉庆八年回任。嘉庆十九年（1814年），升任贵州安义镇总兵。道光元年，調任山西大同镇总兵，进疆平定张格尔叛乱。道光十三年（1833年）卒于大同官署。